# Cacaliopsis nardosmia
Cacaliopsis es un género monotípico de plantas fanerógamas perteneciente a la familia de las asteráceas. Su única  especie: Cacaliopsis nardosmia A.Gray, es originaria de Norteamérica.

## Descripción
Se trata de una planta rizomatosa perenne y nativa de los bosques y praderas húmedas de la costa oeste de América del Norte, desde el norte de California hasta el sur de Columbia Británica. Forma una mancha basal de exuberantes hojas verdes, muy lobuladas,  y tallos erectos, brillantes y rojizos que tienen las inflorescencias. Un pequeño disco rizado de color amarillo se encuentra en las cabezas de las flores. El fruto es un pequeño aquenio con un hirsuto y blanco vilano.

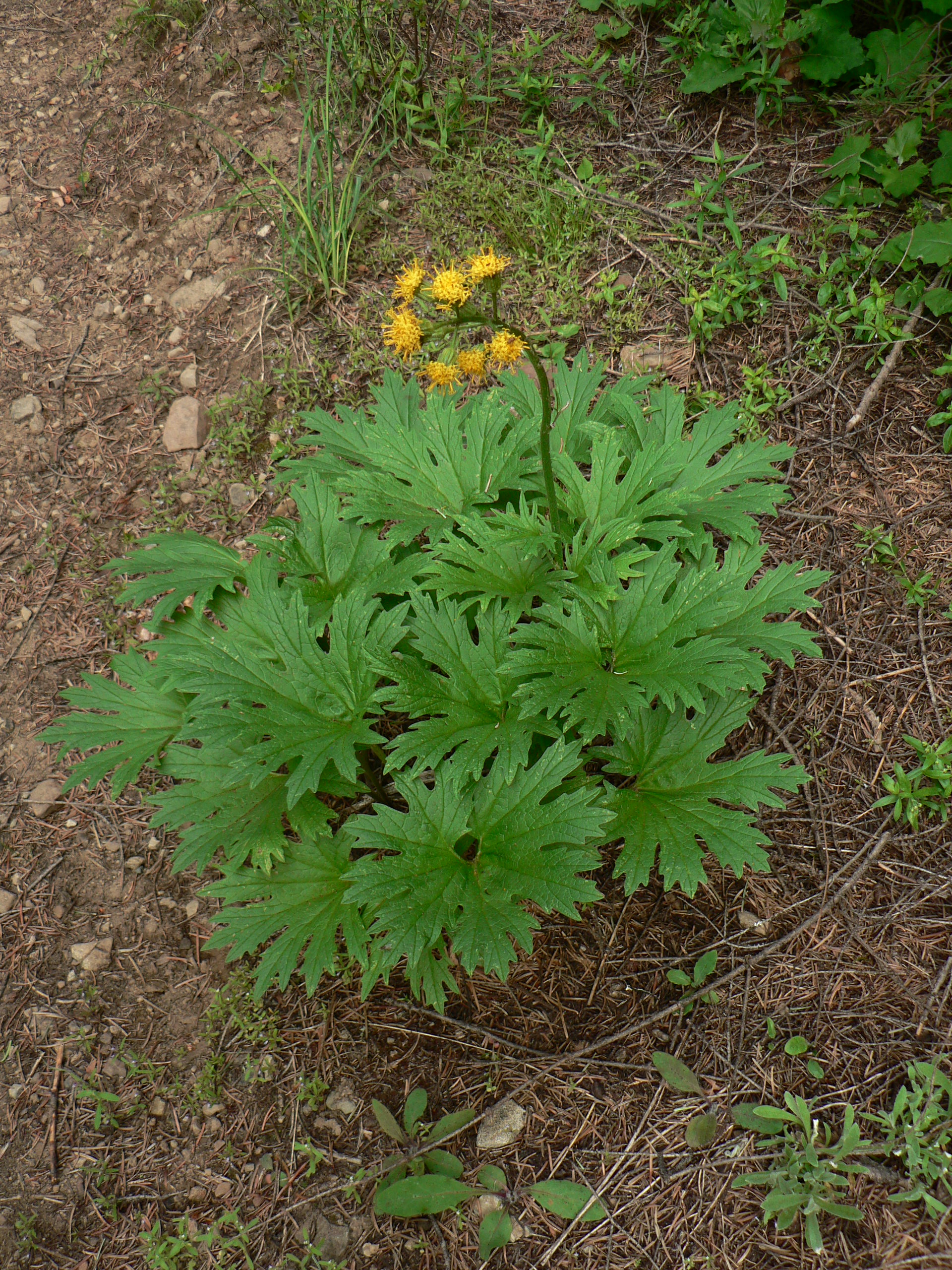
Planta con flores

## Taxonomía
Cacaliopsis nardosmia fue descrita por el botánico estadounidense Asa Gray y publicado en  Proceedings of the American Academy of Arts and Sciences 7(2): 361-362, en el año 1868.
Sinonimia
- Cacalia nardosmia A.Gray
- Cacalia nardosmia var. glabrata (Piper) B.Boivin
- Luina nardosmia (A. Gray) Cronquist
- Luina nardosmia var. glabrata (Piper) Cronquist[2]
- Adenostyles nardosmia (A.Gray) A.Gray
- Cacaliopsis glabrata (Piper) Rydb.
- Luina nardosmia (A.Gray) Cronquist[3]